# Школа № 1 (Одеса)
Одеська загальноосвітня школа № 1 І—ІІІ ступенів Одеської міської ради Одеської області розташована на площі Михайлівській 10, у центрі історичного району міста Молдаванки.
Школа функціонувала ще за дореволюційних часів.

## Історія

### До революції
У 1874 році, після виходу наказу про обов'язкове навчання дітей нижчого класу, на Михайлівській площі була створена перша однорічна церковно-парафіяльна школа. Спочатку вона знаходилася у приміщенні сторожки при одеській Михайлівській церкві. Школа переходила з одного церковного приміщення до іншого. Завідувачем школи був Попов Митрофан Ігнатович, який викладав Закон Божий. Також у школі навчали арифметики та граматики. З кожним роком кількість бажаючих навчатися зростала, а церковне приміщення було розраховане лише на 60 учнів.
На початку 1915 року староста Михайлівської церкви виступив перед Єпархіальною училищною радою з проханням побудувати для школи нове, окреме приміщення. Після цього, на перехресті вулиць Бабеля та Головківської було збудовано нову двоповерхову школу. На кожному з поверхів розміщувалися класні кімнати, розраховані на 50 учнів, кожна.

### За часів радяньскої окупації
Після революції 1917 року школа продовжувала існувати, працювала у ній лише одна вчителька.
У 1918 році було проведено інспекцію роботи школи. Під час інспектування працівники губернського відділу освіти виявили у школі безладдя: на стінах висіли портрети царських міністрів та священиків, а також ікони та дві лампади. У дітей не було елементарних знань, вони навіть не знали про події, що відбуваються в той час. В результаті школу закрили, а вчительку заарештували та віддали під суд.
Згодом, з 1920 по 1933 роки, у побудованому приміщенні існувала трудова комісарська школа №1. У школі було 7 класів, навчання велося українською мовою. У збірці «Вся Одеса» 1923 року видання, у розділі «Місцеві Радянські установи» опубліковано статтю про трудову комісарську школу № 1, що знаходилася на вулиці Мечникова, 24.
З 1926 по 1930 роки школа називалася кустарно-промисловою школою №1, у 1930 році більшість вчителів репресували, а школу закрили.

Після визволення Одеси від німецької окупації, з 1944 року школа знаходилася на вулиці Балківській, очолював її Бунянін Леонід Васильович. На той час у школі було 14 класів, роком пізніше їх стало 20.
Через два роки приміщення, в якому була школа, опинилося в аварійному стані. У 1977 році після землетрусу будинок частково зруйнувався і школу терміново перевели на Олексіївську площу, до двоповерхового приміщення. Школа працювала у дві зміни, дітей було близько 700.
1984 року за рішенням Одеського міського виконавчого комітету за адресою Михайлівська пл., д. 10 було збудовано нове типове приміщення для школи, в якому і на даний момент функціонує Одеська загальноосвітня школа № 1 І—ІІІ ступенів.

### За часів незалежної України

#### 2016
Капітальний ремонт покрівлі, ремонт та заміна окремих вікон. Ремонт підлог в актовому залі та 5 інших кабінетах, благоустрій території.

#### 2017 - 2018
Будівництво нового стадіону та паркану, реконструкція зовнішніх стін школи.

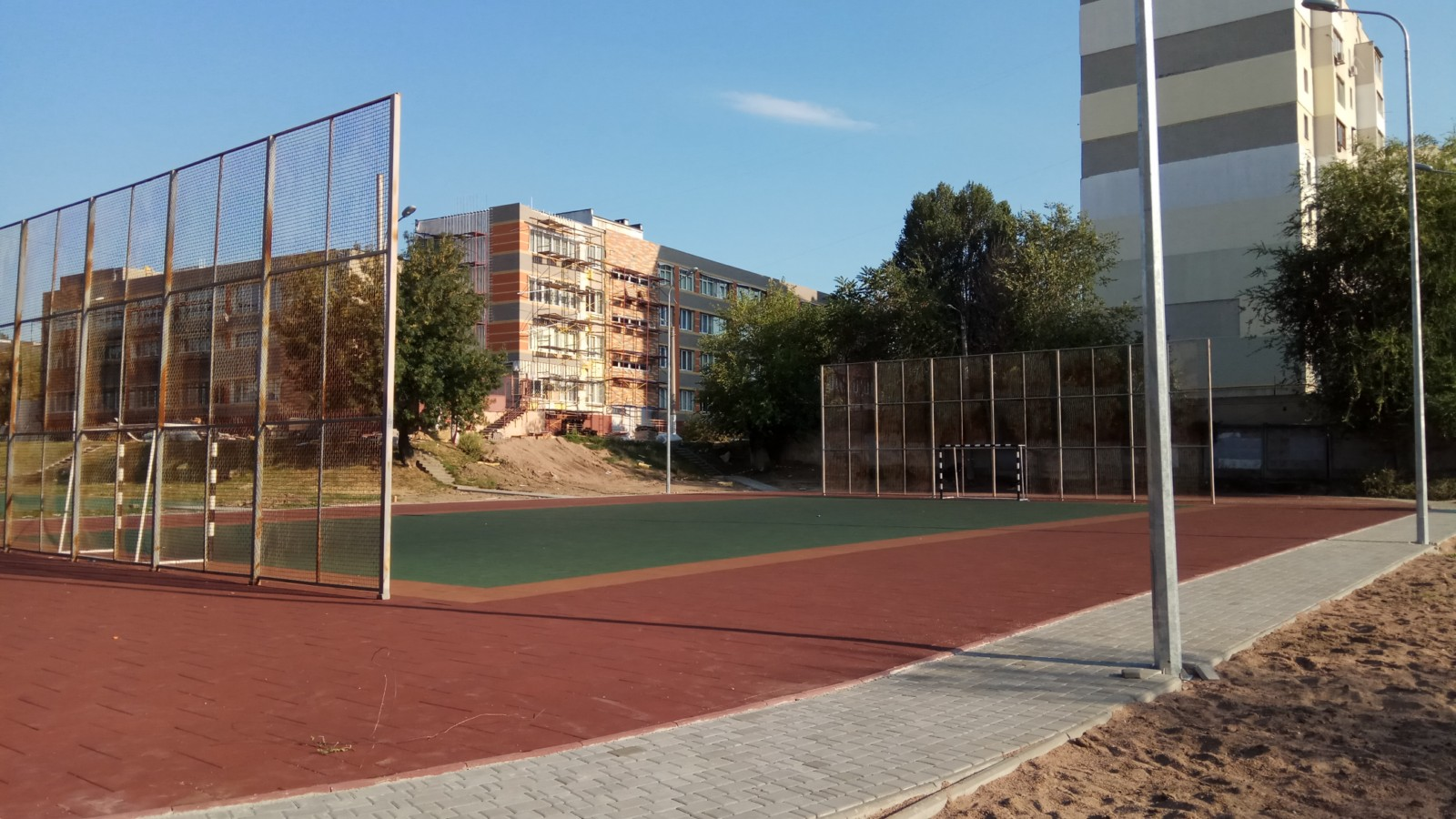
Стадіон у 2018 році

#### 2019
Ремонт спортивного майданчика, укладання нової тротуарної плитки.

#### 2020
Встановлення нових АПС, заміна старої проводки, встановлення камер спостереження.

#### 2021
Після здачі в експлуатацію ЖК "Михайлівський" до школи прийшло понад 300 нових учнів.[джерело?] Для того, щоб школа змогла їх прийняти, підсобні приміщення та балкони були переобладнані у навчальні класи. Також у школі було проведено масштабні ремонтні роботи в актовому залі та їдальні.

## Кількість учнів за роками
| Рік  | Кількість учнів | Джерело |
| ---- | --------------- | ------- |
| 1977 | 700             | [ 1 ]   |
| 2011 | 1020            | [ 1 ]   |
| 2015 | 1230            |         |
| 2021 | 1517            | [ 4 ]   |
| 2022 | 1615            | [ 5 ]   |

## Директори школи за роками
1. Матвєєв Володимир Олександрович (1981 - 1984)
2. Толопіло Костянтин Павлович (1984 - 1988)
3. Масленко Олена Павлівна (1988 - 2020)
4. Бурлака Антоніна Михайлівна (з 2020)